# Dino Baggio
Dino Baggio (Camposampiero, 24 de julho de 1971) é um ex-futebolista italiano que participou das copas de 1994 e 1998.

## Carreira
Apesar do que alguns chegam a pensar, não possui nenhum parentesco com Roberto Baggio, de quem foi colega na Seleção Italiana nas Copas do Mundo de 1994 e 1998 e também na Juventus. Curiosamente, antes de chegar ao clube alvinegro, passara pelos dois grandes rivais deste: o Torino, onde começara a carreira, e a Internazionale, sua segunda equipe.
Mesmo tendo passado por três das maiores vencedoras da Serie A no início da carreira, suas passagens mais duradouras foram por Parma, onde marcou o gol do título da Copa da UEFA sobre sua ex-equipe da Juventus, em 1995 - havia ganho o mesmo troféu pela Juve em 1993, marcando gols nas duas partidas da decisão; e na Lazio, onde passou a maior parte dos últimos anos da carreira, vencendo a Copa da Itália de 2004.
Em Fevereiro de 2008, surpreendendo tudo e todos e a convite do seu primo Cesare Crivellaro, regressa ao futebol para jogar no Tombolo da terceira divisão italiana.

## Títulos
Juventus
- Copa da UEFA: 1992-93

Parma
- Copa da UEFA: 1994-95, 1998-99
- Coppa Itália: 1998-99
- Supercopa da Itália: 1999